# Orera (együttes)
Az Orera (grúz betűkkel ორერა) egy szovjet-grúz együttes, melyet 1958-ban alapítottak meg Tbilisziben. Az együttes az egész Szovjetunió egyik legelső hangszeres együttese volt.

## Története
Az Orera-t 1958-ban alapították, létrehozását azonban hivatalosan 1961-re teszik. Ez volt az első hangszeres együttes az egész Szovjetunióban. Az együttes a világ mind az öt kontinensen fellépett. Az Orera a Tbiliszi Idegennyelvek Intézetében jött létre, így tagjai több nyelven adhattak elő dalokat. Kezdetben az énekes kvartett tagjai Robert Bardzimashvili , Teimuraz Davitaia , Zurab Iashvili és Tamaz Panchvidze voltak . Ezzel a kompozícióval a kvartett Sulkhan Tsintsadze zeneszerző dalait adta elő 1962-ben a Dolls Laugh c.  grúz játékfilmben.
Később számtalan profi zenész csatlakozott az együtteshez: Teimuraz Megvinetukhutsesi (zongora, ének), Geno Nadirashvili (trombita, basszusgitár, ének), később Nani Bregvadze énekesnő és Buba Kikabidze. Az ismert zenések csatlakozása jelentősen növelte az együttes tekintélyét és népszerűségét az egész Szovjetunióban.

### Manapság
Az együttes 2011-ben ünnepelte fennállásának 50. évfordulóját.

## Tagok

### Alapító tagok
- Robert Bardzimashvili
- Teimuraz Davitaia
- Zurab Iashvili
- Tamaz Panchvidze

### A "klasszikus" Orera (1964 - 1975)
- Robert Bardzimashvili - gitár, elektromos orgona, ének
- Teimuraz Davitaia - gitár, ének
- Zurab Iashvili - elektromos orgona, harmonika, ének
- Geno Nadirashvili - trombita, nagybőgő, basszusgitár, ének
- Buba Kikabidze - ütőhangszer, ének
- Nani Bregvadze - ének
- Teimuraz Borász-Elder - zenei igazgató
- Alexander Manjgaladze - altszaxofon, fuvola

### Az együttes tagjai 1975 után
- Dato Abuladze
- Valeri Lomsadze
- Vakhtang Kutsia
- Soso Zhvania

### Jelenlegi tagok
- Geno Nadirashvili
- Teimuraz Davitaia
- Zurab Mirziashvili
- Giorgi Tsiklaiuri
- David Maghlakelidze

## Diszkográfia

### Stúdióalbumok
- რაშა ორერა (1964)
- ჩვენს გოგონებს (1967)
- Экспо-67 (1967)
- "Орэра" и "Диэло" (1969)
- გაზაფხულის სიმღერა (1970)
- მსოფლიო ხალხთა სიმღერები (1971)
- ჩვენ 10 წლისანი ვართ (1974)
- ორერა დღეს (1974)
- Орэра (ორმაგი ფირფიტა) (1974)
- ქარი (1976)
- "Песняры" и "Орэра" (1978)
- ძველ თბილისში (1979)
- ვია „ორერა“ 25 წელი (ორმაგი ფირფიტა) (1987)
- 1ჩემი საქართველო აქ არის (1990)

### Válogatáslemezek
- Виа „Орэра“ (1977)
- Золотые песни (2001)
- Grand Collection (2005)
- Орэра 45 лет (2005)
- Вокально-инструментальные ансамбли. "Орэра" (2008)

## Filmográfia
- ორერა, სრულის სვლით! (1970)
- ორერა ეთერში გადის, კონცერტის ჩანაწერი (1977)